# Municipio de Camarón de Tejeda
El municipio de Camarón de Tejeda es uno de los 212 municipios en que se encuentra dividido el estado mexicano de Veracruz de Ignacio de la Llave. Su cabecera es la población del mismo nombre.

## Geografía
El municipio se encuentra localizado en la zona central del estado de Veracruz, en la denominada región de las Montañas. Tiene una extensión territorial de 124 448 kilómetros cuadrados que representan el 0.17 % de la extensión total de Veracruz. Sus coordenadas geográficas extremas son 18°57′ - 19°4′ de latitud norte y 96°28′ - 96°40′ de longitud oeste, y su altitud va de un mínimo de 180 a un máximo de 400 metros sobre el nivel del mar.
Limita al noreste, este y sureste con el municipio de Soledad de Doblado, al sur, suroeste y oeste con el municipio de Paso del Macho y al noroeste con el municipio de Zentla.

## Demografía
De acuerdo a los resultados del Censo de Población y Vivienda de 2010 realizado por el Instituto Nacional de Estadística y Geografía, la población total de Camarón de Tejeda asciende a 6 224 personas.
La densidad poblacional es de 50.01 habitantes por kilómetro cuadrado.

### Localidades
El municipio incluye en su territorio un total de 34 localidades. Las principales, considerando su población del censo de 2010 son:
| Localidad          | Población |
| Total Municipio    | 6 224     |
| Camarón de Tejeda  | 2 106     |
| Rincón de Barrabás | 1 110     |
| La Mestiza         | 640       |
| Mata de Agua       | 429       |
| San Agustín        | 322       |

## Política

### Representación legislativa
Para la elección de diputados locales al Congreso de Veracruz y de diputados federales a la Cámara de Diputados federal, el municipio de Camarón de Tejeda se encuentra integrado en los siguientes distritos electorales:
Local:
- Distrito electoral local de 17 de Veracruz con cabecera en Paso del Macho.[4]

Federal:
- Distrito electoral federal 13 de Veracruz con cabecera en Huatusco.[5]

### Presidentes municipales
- Uriel Gonzaléz Alarcón (MORENA) 2022-2025
- Susana Guadalupe Ameca Parissi  (PAN/PRD) 2018-2021
- Eduardo Armas Balbuena (PAN) ) 2014-2018
- Luis Hildeberto Palacios Ortega 2011-2013 (PRI)
- Carlos Fermín Alarcón Fernández 2008-2010 (PRI)
- Amancio Rodríguez Morales 2005-2007 (PAN)
- Marco Antonio Menes Couttolenc 2001-2004 (PRI)
- José Rogelio Menes Ortega 1998-2000 (PRI)
- Gerardo Luna Limón 1995-1997 (PRI)
- Ramón García Aguirre 1992-1994 (PRI)
- Mario Menes Alarcón 1988-1991 (PRI)
- Hermilo Ameca Alarcón 1985-1988 (PRI)
- Mario Menes Alarcón 1982-1985 (PRI)
- Seferino García Díaz 1979-1982 (PRI)
- Guillermo Trejo Osorio 1976-1979 (PRI)
- Ponciano Luna González 1973-1976 (PRI)
- José Parissi Lagunes 1970-1973 (PRI)
- Isidoro Ameca Alarcón 1967-1970 (PRI)
- Antonio Couttolenc Espinoza 1964-1967 (PRI)
- Rafael Molina Enríquez 1961-1964 (PRI)
- Daniel Guzmán Arango 1958-1961 (PRI)